# Championnat de Cuba de football 2009-2010
Navigation
Saison précédente Saison suivante
La saison 2009-2010 du Championnat de Cuba de football est la quatre-vingt-quinzième édition du Campeonato Nacional de Fútbol, le championnat de première division à Cuba. Il met aux prises les équipes représentant les provinces de l'île. 
La compétition comporte plusieurs phases : 
- Les seize équipes sont réparties en quatre groupes de quatre, par zones géographiques. Chacune dispute deux matchs contre toutes les autres formations. Les huit meilleures formations se qualifient pour la phase finale tandis que les huit derniers jouent le Torneo de Ascenso.
- La phase finale est jouée sous forme de matchs à élimination directe, avec des rencontres aller-retour (quarts, demis et finale).
- Afin de permettre le passage du championnat de 16 à 8 formations, le Torneo de Ascenso qualifie deux équipes en barrage de promotion-relégation contre deux perdants des quarts de finale.

C'est le FC Ciego de Ávila qui remporte la compétition cette saison après avoir battu le CF Camagüey en finale. Il s'agit du quatrième titre de champion de Cuba de l'histoire du club.

## Les clubs participants
- FC Villa Clara
- FC Cienfuegos
- FC Ciudad de La Habana
- FC Pinar del Río
- CF Camagüey
- FC La Habana
- FC Matanzas
- FC Industriales
- FC Isla de la Juventud
- FC Ciego de Ávila
- FC Sancti Spíritus
- CF Granma
- FC Guantánamo
- FC Holguín
- FC Santiago de Cuba
- FC Las Tunas

## Compétition
Le barème de points servant à établir les différents classements se décompose ainsi :
- Victoire : 3 points
- Match nul : 1 point
- Défaite : 0 point

### Première phase
| Rang | Équipe                    | Pts | J  | G  | N  | P  | Bp | Bc | Diff |
| ---- | ------------------------- | --- | -- | -- | -- | -- | -- | -- | ---- |
| 1    | FC Villa Clara (Gr. B)    | 61  | 30 | 18 | 7  | 5  | 49 | 23 | +26  |
| 2    | FC Ciego de Ávila (Gr. C) | 59  | 30 | 17 | 8  | 5  | 61 | 22 | +39  |
| 3    | FC Las Tunas              | 59  | 30 | 18 | 5  | 7  | 45 | 25 | +20  |
| 4    | FC Guantánamo (Gr. D)     | 52  | 30 | 14 | 10 | 6  | 40 | 29 | +11  |
| 5    | CF Camagüey               | 51  | 30 | 14 | 9  | 7  | 40 | 31 | +9   |
| 6    | FC Santiago de Cuba       | 49  | 30 | 14 | 7  | 9  | 35 | 26 | +9   |
| 7    | FC La Habana (Gr. A)      | 48  | 30 | 14 | 6  | 10 | 38 | 38 | 0    |
| 8    | FC Ciudad de La Habana    | 47  | 30 | 13 | 8  | 9  | 38 | 20 | +18  |
| 9    | CF Granma                 | 46  | 30 | 12 | 10 | 8  | 43 | 30 | +13  |
| 10   | FC CienfuegosT            | 46  | 30 | 14 | 4  | 12 | 34 | 29 | +5   |
| 11   | FC Sancti Spíritus        | 32  | 30 | 7  | 11 | 11 | 21 | 30 | -9   |
| 12   | FC Pinar del Río          | 30  | 30 | 7  | 9  | 14 | 27 | 47 | -20  |
| 13   | FC Holguín                | 27  | 30 | 7  | 6  | 17 | 19 | 36 | -17  |
| 14   | FC Isla de la Juventud    | 20  | 29 | 5  | 5  | 19 | 30 | 53 | -23  |
| 15   | FC Industriales           | 16  | 30 | 3  | 7  | 20 | 23 | 57 | -34  |
| 16   | FC Matanzas               | 16  | 30 | 4  | 4  | 22 | 24 | 71 | -47  |

|  | Qualification pour la seconde phase (premier de zone géographique) |
|  | Qualification pour la seconde phase (classement général)           |
|  | T : Tenant du titre                                                |

### Phase finale

#### Quarts de finale
| Équipe 1               | Résultat      | Équipe 2          | Aller | Retour |
| ---------------------- | ------------- | ----------------- | ----- | ------ |
| FC Ciudad de La Habana | 1 - 1e        | FC Villa Clara    | 1 - 1 | 0 - 0  |
| FC Guantánamo          | 1 - 2         | CF Camagüey       | 0 - 1 | 1 - 1  |
| FC Las Tunas           | 2 - 2 2-3 tab | FC La Habana      | 1 - 1 | 1 - 1  |
| FC Santiago de Cuba    | 2 - 3         | FC Ciego de Ávila | 2 - 0 | 0 - 3  |

- Les deux quart-finalistes les moins bien placés au classement général (ici, le FC Santiago de Cuba et le FC Ciudad de La Habana) doivent rencontrer les deux premiers du Torneo Ascenso en barrage de relégation.

#### Demi-finales
| Équipe 1     | Résultat | Équipe 2          | Aller | Retour |
| ------------ | -------- | ----------------- | ----- | ------ |
| FC La Habana | 0 - 4    | FC Ciego de Ávila | 1 - 1 | 0 - 3  |
| CF Camagüey  | 4 - 1    | FC Villa Clara    | 2 - 1 | 2 - 0  |

#### Match pour la troisième place
| Équipe 1     | Résultat | Équipe 2       | Aller | Retour |
| ------------ | -------- | -------------- | ----- | ------ |
| FC La Habana | 2 - 6    | FC Villa Clara | 0 - 2 | 2 - 4  |

#### Finale
| Équipe 1          | Résultat | Équipe 2    | Aller | Retour |
| ----------------- | -------- | ----------- | ----- | ------ |
| FC Ciego de Ávila | 6 - 3    | CF Camagüey | 3 - 0 | 3 - 3  |

### Torneo de Ascenso 2010
Les huit derniers de la première phase se retrouvent en Torneo de Ascenso, une poule unique où ils s'affrontent à nouveau deux fois. Les deux premiers participent au barrage de promotion-relégation face à deux clubs éliminés en quarts de finale du championnat. Le FC Industriales choisit de ne pas participer au tournoi et est donc directement relégué.
| Rang | Équipe                 | Pts     | J       | G       | N       | P       | Bp      | Bc      | Diff    |
| ---- | ---------------------- | ------- | ------- | ------- | ------- | ------- | ------- | ------- | ------- |
| 1    | FC Sancti Spíritus     | 23      | 12      | 7       | 2       | 3       | 14      | 10      | +4      |
| 2    | FC CienfuegosT         | 23      | 12      | 7       | 2       | 3       | 18      | 11      | +7      |
| 3    | CF Granma              | 22      | 12      | 6       | 4       | 2       | 18      | 9       | +9      |
| 4    | FC Isla de la Juventud | 19      | 12      | 5       | 4       | 3       | 18      | 14      | +4      |
| 5    | FC Holguín             | 12      | 12      | 3       | 3       | 6       | 12      | 10      | +2      |
| 6    | FC Pinar del Río       | 8       | 12      | 1       | 5       | 6       | 11      | 17      | -6      |
| 7    | FC Matanzas            | 8       | 12      | 2       | 2       | 8       | 9       | 29      | -20     |
| '    | FC Industriales        | Forfait | Forfait | Forfait | Forfait | Forfait | Forfait | Forfait | Forfait |

|  | Participation au barrage de promotion |
|  | Relégation en deuxième division       |
|  | T : Tenant du titre                   |

### Barrage de relégation
Les quatre équipes engagées se rencontrent en matchs aller-retour. Le vainqueur de chaque barrage participe au Campeonato Nacional 2011, le perdant dispute le Torneo de Ascenso 2011.
| Équipe 1           | Résultat | Équipe 2               | Aller | Retour |
| ------------------ | -------- | ---------------------- | ----- | ------ |
| FC Sancti Spíritus | 1 - 5    | FC Ciudad de La Habana | 0 - 1 | 1 - 4  |
| FC Cienfuegos      | 1e - 1   | FC Santiago de Cuba    | 0 - 0 | 1 - 1  |

## Bilan de la saison
| Championnat de Cuba de football 2009-2010 | |
| Champion                                  | FC Ciego de Ávila (4e titre) |
| Qualifications continentales              | |
| CFU Club Championship 2011                | Aucun |
| Promotions et relégations                 | |
| Promus en Campeonato Nacional             | Aucun |
| Relégués                                  | FC Sancti Spíritus FC Santiago de Cuba FC Matanzas FC Industriales FC Pinar del Río FC Isla de la Juventud FC Holguín CF Granma |